# Schizosthetus
Schizosthetus es un género de ácaros perteneciente a la familia Parasitidae.

## Especies
- Schizosthetus lyriformis (McGraw & Farrier, 1969)
- Schizosthetus simulatrix Athias-Henriot, 1982
- Schizosthetus vicarius Athias-Henriot, 1982